# Karin Nathorst Westfelt
Karin Nathorst Westfelt (2. januar 1921 i Svärdsjö - 27. marts 2013), var en svensk-dansk billedkunstner.
Hun var datter af Åke Oskar Axelsson Nathorst Westfelt og Elsa Margaretha Wall og giftede sig i 1948 med civilingeniøren Svend Engelstoft-Jacobsen.

## Trykte kilder
- Svenskt konstnärslexikon del V, sid 641, Allhems Förlag, Malmö. Libris 8390293
- Svenska konstnärer, Biografisk handbok, Väbo förlag, 1987, sid 365, ISBN 91-87504-00-6